# Seong Seung-min
Seong Seung-min (n. 13 mai 2003, Daegu, Coreea de Sud) este o sportivă ce a reprezentat Coreea de Sud, medaliată olimpică. A participat la o ediție a Jocurilor Olimpice (2024) în care a câștigat o medalie de bronz.

## Participări
Lista de mai jos prezintă principalele competiții la care a participat Seong Seung-min de-a lungul carierei.
- Pentatlon modern la Jocurile Olimpice de vară din 2024 - feminin